# Стердинь
Стердинь (пол. Sterdyń) — село в Польщі, у гміні Стердинь Соколовського повіту Мазовецького воєводства.
Населення — 749 осіб (2011).

## Демографія
Демографічна структура станом на 31 березня 2011 року:
|          | Загалом | Допрацездатний вік | Працездатний вік | Постпрацездатний вік |
| -------- | ------- | ------------------ | ---------------- | -------------------- |
| Чоловіки | 365     | 62                 | 259              | 44                   |
| Жінки    | 384     | 62                 | 233              | 89                   |
| Разом    | 749     | 124                | 492              | 133                  |